# Ségur (Aveyron)
Ségur település Franciaországban, Aveyron megyében. Lakosainak száma 540 fő (2022. január 1.). Ségur Arques, Gaillac-d’Aveyron, Laissac-Sévérac-l'Église, Pont-de-Salars, Prades-Salars, Vézins-de-Lévézou, Le Vibal, Curan és Sévérac-d'Aveyron községekkel határos.

## Népesség
A település népessége az elmúlt években az alábbi módon változott:
| Lakosok száma | 896  | 738  | 623  | 595  | 578  | 576  | 557  | 548  | 547  | 540  |
|               | 1968 | 1982 | 1999 | 2006 | 2011 | 2015 | 2017 | 2018 | 2020 | 2022 |